# Manuel Menéndez
Manuel Menéndez (Manuel Menéndez Gorozabel) peruansk politiker, var president i Peru vid tre tillfällen, under 1841 till 1842 och under två korta perioder i augusti 1844 och slutligen under oktober 1844 till april 1845. Menéndez föddes i Lima 1793 och dog den 2 maj 1847. Han övertog presidentskapet efter fältmarskalk Agustín Gamarras död.
Presidentperiod 1: 1841-1842
Manuel Menéndez efterträdde Agustín Gamarra och efterträddes i sin tur av Juan Crisóstomo Torrico 1842.
Presidentperiod 2: 1844
Manuel Menéndez efterträdde Domingo Elías och efterträddes i sin tur av Justo Figuerola 1844.
Presidentperiod 3: 1844-1845
Manuel Menéndez efterträdde Justo Figuerola och efterträddes i sin tur av Ramón Castilla